# Rosario (Sinaloa)
Rosario – miasto w południowej części meksykańskiego stanu Sinaloa, położone w odległości około 20 kilometrów od wybrzeża Pacyfiku nad Zatoką Kalifornijską, na północny zachód od miasta Escuinapa. El Fuerte leży w dolinie rzeki Baluarte powstałej z trzech rzek wypływających z położonych na zachód od miasta Sierra Madre Occidental. Miasto w 2010 roku liczyło 15 tysięcy mieszkańców. 

## Gmina Rosario

Położenie gminy Rosario na mapie stanu Sinaloa

Miasto jest siedzibą władz gminy Rosario, jednej z 18 gmin w stanie Sinaloa. Gmina położona jest w poprzek całego stanu dochodząc od strony zachodniej do Pacyfiku, a od strony wschodniej do granicy ze stanem Durango i Nayarit. Sprawia to że charakteryzuje się dużymi różnicami w położeniu nad poziomem morza od 0 do ponad 2000 m n.p.m. Według spisu z 2010 roku ludność gminy liczyła 49 390mieszkańców. Gminę utworzono w 1915 roku decyzją gubernatora stanu Sinaloa.
Ludność gminy jest zatrudniona według ważności w następujących gałęziach: rolnictwie, hodowli, rybołówstwie, górnictwie, przemyśle i usługach turystycznych. Najczęściej uprawia się kukurydzę, fasolę, produkty ogrodnicze, a także mango i chili z przeznaczeniem na eksport do Japonii i do Holandii.